# Bastet
Bastet (Baast, Ubaste, hay Baset) là một trong những vị thần được người dân Ai Cập cổ đại tôn sùng nhất, mang hình dáng một người phụ nữ có cái đầu mèo.
Vào Vương triều thứ Hai (2890 TCN), vị nữ thần này đã được thờ cúng rộng rãi. Ở vùng Hạ Ai Cập thuộc đồng bằng sông Nile, Bastet là vị thần của chiến tranh, trước khi các nền văn hóa Ai Cập cổ đại được thống nhất. Trong thần thoại Hy Lạp, Bastet được biết tới dưới cái tên Ailuros (tiếng Hy Lạp là "mèo"). Nữ chiến thần Sekhmet ở Thượng Ai Cập về sau được đồng nhất với nữ thần Bast.
Khoảng năm 1000 TCN, Bastet bắt đầu được mô tả với đầu của một con sư tử cái chứ không phải một con mèo. Ở Vương triều thứ 22 (khoảng 945 – 715 TCN), Bastet trở thành vị thần bảo hộ dưới hình dáng một con mèo. Bastet cũng là vị thần bảo hộ của loài mèo.
Nhạc cụ "sistrum" (một loại nhạc cụ của Ai Cập cổ đại, tương đương với bộ sênh tiền ở Việt Nam) dùng trong các điệu múa tôn giáo cũng là biểu tượng của nữ thần Bast. Chính vì thế mà bà được xem là nữ thần của niềm vui, âm nhạc và lễ hội. Ngoài ra, người phụ nữ nào muốn có con thường đeo một chiếc bùa hình nữ thần với đàn mèo con nên bà cũng được xem là vị thần của gia đình.

## Gia đình
Bastet là con gái của thần mặt trời Ra, được biết đến với danh hiệu "Con mắt của thần Ra" (các nữ thần Sekhmet, Hathor, Tefnut, Nut, Wadjet và Mut cũng có tên gọi như vậy). Vào thời kỳ Cựu vương quốc thì bà lại được xem là con của Atum. Bastet đôi khi được miêu tả là hiện thân của cha bà, thần Ra và chiến đấu với con rắn khổng lồ Apep - kẻ thù của Ra.
Trong hình dáng con mèo, Bastet kết nối sức mạnh mình với Khonsu - vị thần Mặt trăng. Còn trong hình dạng sư tử cái, bà kết nối sức mạnh với cha là Ra. Ptah - thần sáng tạo và quyền lực, được xem là chồng của nữ thần Bastet. Bastet được xem là mẹ của thần Nefertem - vị thần của y học và sắc đẹp và thần Maahes - vị thần của chiến tranh với đầu sư tử đực.

## Sự tôn thờ
Người dân Ai Cập cổ đại rất quý mèo vì chúng bảo vệ các kho thóc lúa khỏi chuột và rắn, nhất là rắn hổ mang. Những nhà quý tộc thường đeo lên cổ mèo những đồ trang sức bằng vàng và cho chúng ăn những món ngon của mình. Hình phạt cho tội giết chết một con mèo, dù là chẳng may, là tội chết.
Thần Bastet được thờ tập trung tại Bubastis (ngày nay là Zagazig, tỉnh Sharqia, Ai Cập). Thành phố cổ này đã từng là khu nghĩa địa rộng lớn cho các xác ướp mèo. Hơn 300.000 xác ướp mèo được phát hiện khi ngôi đền của Bastet được khai quật tại đây.
Chính vì sự tôn thờ loài mèo quá mức mà người Ai Cập cổ đại mất cả đất nước trong trận giao tranh với quân Ba Tư. Kết quả là Cambyses II nắm quyền thống trị Ai Cập.

## Tham khảo

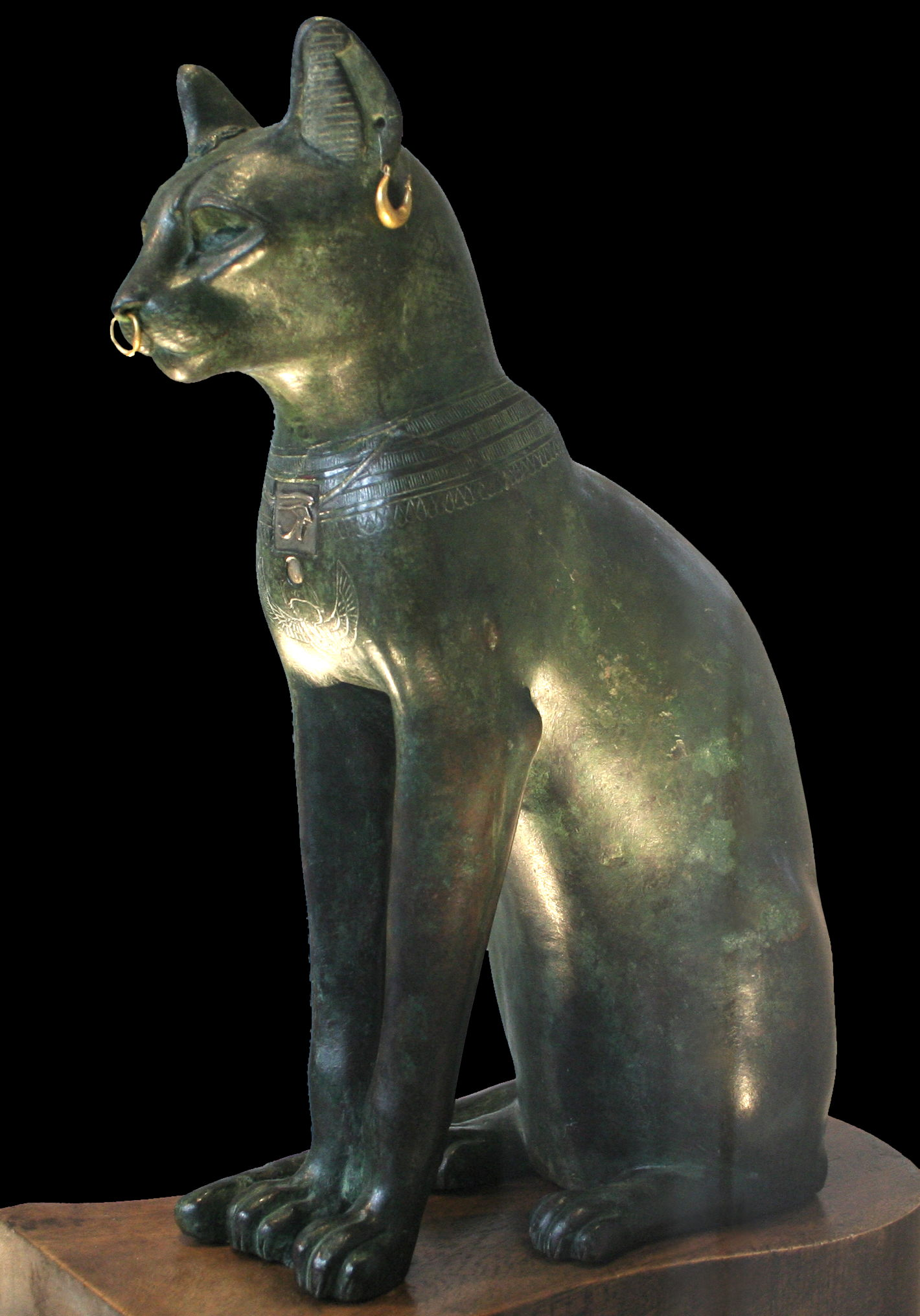
Tượng đồng Gayer-Anderson cat, hiện thân của Bastet. Hiện đang được trưng bày tại bảo tàng Anh.

## Liên kết ngoài

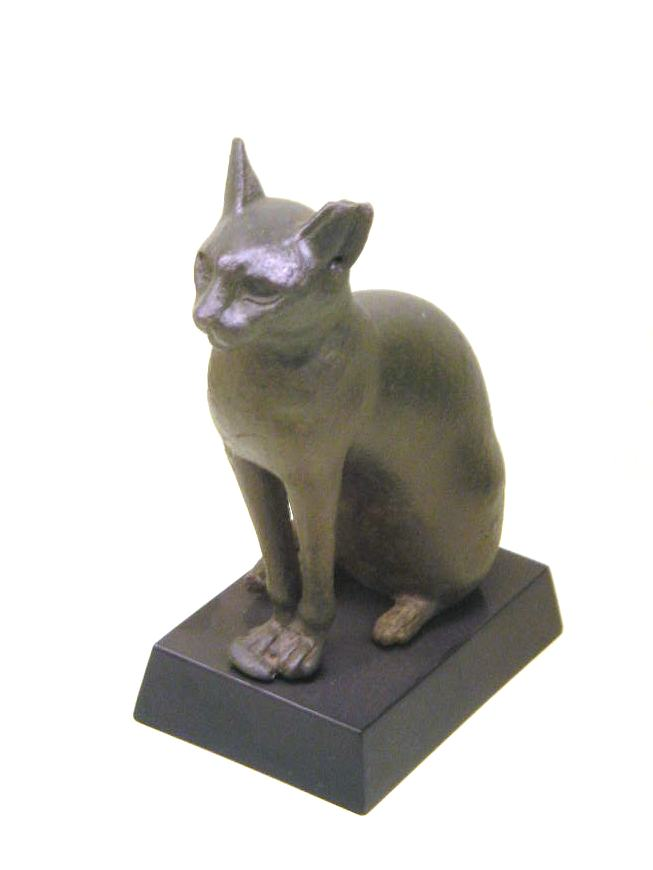
Tượng thần Bastet trong hình ảnh một con mèo thuần hóa.